# Christian Ludvigsen
Christian Ludvigsen (født 21. maj 1930 i København, død 21. januar 2019 i Aarhus) var dansk dramatiker og uddannet i litteraturhistorie. Igennem sin levetid beskæftigede han sig blandt andet med at oversætte teaterstykker til dansk, herunder Samuel Becketts Vi Venter på Godot
Han blev student fra Gammel Hellerup Gymnasium i 1948. Han var ansat på Aarhus Universitet som lektor og leder af dramaturgi.
Han modtog Teaterprisen fra Performing Arts Platform i Aarhus i 2014.